# Mezinárodní den vzdělání
Mezinárodní den vzdělání je každoročně 24. ledna připomínaným mezinárodním svátkem, věnovaným vzdělávání. Svátek byl ustanoven 3. prosince 2018, kdy Valné shromáždění OSN přijalo rezoluci, která vyhlašuje 24. leden Mezinárodním dnem vzdělání na připomínku důležitosti vzdělávání pro nastolení celosvětového míru a udržitelného rozvoje. Poprvé byl slaven 24. ledna 2019.
OSN spolu s UNESCO si prostřednictvím oslav kladou za cíl upozorňovat na potřeby a možnosti rozvoje příležitostí pro děti a mládež prostřednictvím vzdělání a na nutnost zpřístupňovat vzdělání, vzhledem k tomu, že jde o jedno z fundamentálních lidských práv, zakotvených v článku 26 Všeobecné deklarace lidských práv a v Úmluvě o právech dítěte z roku 1989.